# Movimiento Scout del Uruguay
El Movimiento Scout del Uruguay (MSU) es la asociación scout uruguaya reconocida internacionalmente por la Organización Mundial del Movimiento Scout (OMMS). Fue fundada en 1994 tras la fusión de la Asociación Scouts del Uruguay (ASU) y Asociación Scouts Católicos del Uruguay (ASCU). Actualmente cuenta con unos 3255 integrantes, que están divididos en 36 grupos y distribuidos en unos 16 departamentos. Se encuentra reconocido por el Ministerio de Educación y Cultura.

## Metodología
El MSU trabaja con metodologías formuladas de manera responsable por educadores, durante todo el año 2013 para ser aplicadas desde principios del año 2014, construidas sobre la base de las directrices generales del escultismo y a estudios fundamentados en educación, en marco de una actualización entendida como necesaria de acuerdo al cambio de época.
Aunque bien en algún momento el Movimiento Scout del Uruguay (en parte por su herencia histórica) tuvo una fuerte vinculación con el catolicismo hoy en día es pluriconfesional, alentando a sus educandos a buscar su espiritualidad mas no sugiere ninguna en particular, entendiéndolas a todas como válidas.
El MSU trabaja con los siguientes rangos de edades:
- Rama Lobatos (de 8 a 11 años)
- Rama Scout (de 11 a 14 años)
- Rama Pioneros (de 14 a 16 años)
- Rama Rover (de 17 a 19 años aproximadamente).

## Organización
El organigrama del Movimiento Scout del Uruguay se compone por un Consejo Directivo, elegido por votación con listas cada tres años y por siete Áreas Nacionales. Díce en su página oficial: "Para llevar adelante la gestión, el MSU divide su trabajo en Áreas Nacionales: diferentes equipos de trabajo que buscan una mayor especificidad".
Las siete Áreas Nacionales son: Métodos Educativos, Programa de Jóvenes, Recursos Adultos, Administración y Finanzas, Animación Territorial, Comunicación e Imagen y Equipo internacional.
Además, el MSU abre la posibilidad a la creación de un área administrada de forma independiente vinculada con una religión en particular, a modo de permitir a los scout practicantes tener vivencias que puedan aportar a su formación y a su vivencia espiritual. En este momento solo existe la Pastoral Scout Católica. En otro momento también existió la comisión religiosa Mormona.

## Ley y Promesa
- 1- El scout es digno de confianza.
- 2- El scout es leal.
- 3- El scout sirve al prójimo y a la comunidad sin esperar recompensa.
- 4- El scout es hermano de todo scout y promueve la fraternidad entre los hombres.
- 5- El scout es constructor de la justicia.
- 6- El scout protege la vida
- 7- El scout sabe obedecer en forma libre y responsable.
- 8- El scout enfrenta sus dificultades con alegría y coraje.
- 9- El scout es trabajador y respeta el bien común.
- 10- El scout es puro en pensamientos, palabras y acciones.

## Declaración de Misión
La Declaración de Misión del Movimiento Scout del Uruguay dice lo siguiente:
Somos un Movimiento de jóvenes, niños y adultos comprometidos libre y voluntariamente con la transformación de nosotros mismos y de nuestra sociedad mediante la acción educativa.
Buscamos el desarrollo armónico e integral de hombres y mujeres en su singularidad e identidad cultural, sin ningún tipo de distinción; unidos por el vínculo del amor entre los seres humanos, sustentado en el respeto y aceptación mutua. Conscientes de la responsabilidad de cada uno como agente activo en la construcción de sí mismo y su entorno, optamos por una educación no formal, que busca el desarrollo de la capacidad de sentir, pensar y actuar de acuerdo a un sistema de valores libremente asumido.
Llevamos adelante un proceso educativo que promueve el desarrollo armónico e integral del ser humano para el pleno goce de sus potencialidades en relación con su medio, que propone a sus miembros ir en la búsqueda del desarrollo espiritual, invitándoles al encuentro de su fe en el marco de la vida comunitaria.
Promovemos el compromiso activo y responsable de cada persona hacia l cuidado de la naturaleza, la construcción cotidiana de sus comunidades, y el reconocimiento de la dignidad de cada individuo
Somos conscientes de la necesidad del desarrollo global de la sociedad como condición para la plena realización de las personas, por lo cual, sin involucrarnos en la lucha por el poder político, como Movimiento nos comprometemos con la generación de espacios alternativos.

## Declaración de Fraternidad Scout
En el marco de los festejos del Centenario del Movimiento Scout, 7 asociaciones y grupos independientes del Uruguay se reunieron el 28 de septiembre de 2007 en el Ateneo de Montevideo para firmar un mutuo reconocimiento conocido como la "Declaración de Fraternidad Scout". 
El texto de la misma dice:

Las Asociaciones y Grupos independientes firmantes nos reconocemos como parte de la Hermandad Scout, unidos por una Ley, una Promesa Scout y un origen en Baden Powell.
Somos jóvenes, niños y adultos, comprometidos libre y voluntariamente en la transformación de nosotros mismos y la sociedad mediante la acción educativa.
Promovemos este espacio de Fraternidad Scout abierto para compartir los valores del Escultismo, que no genera compromiso de otro tipo para ninguna de las partes, pues mantienen cada una su identidad, normas y características propias.